# رز رنگین‌کمانی

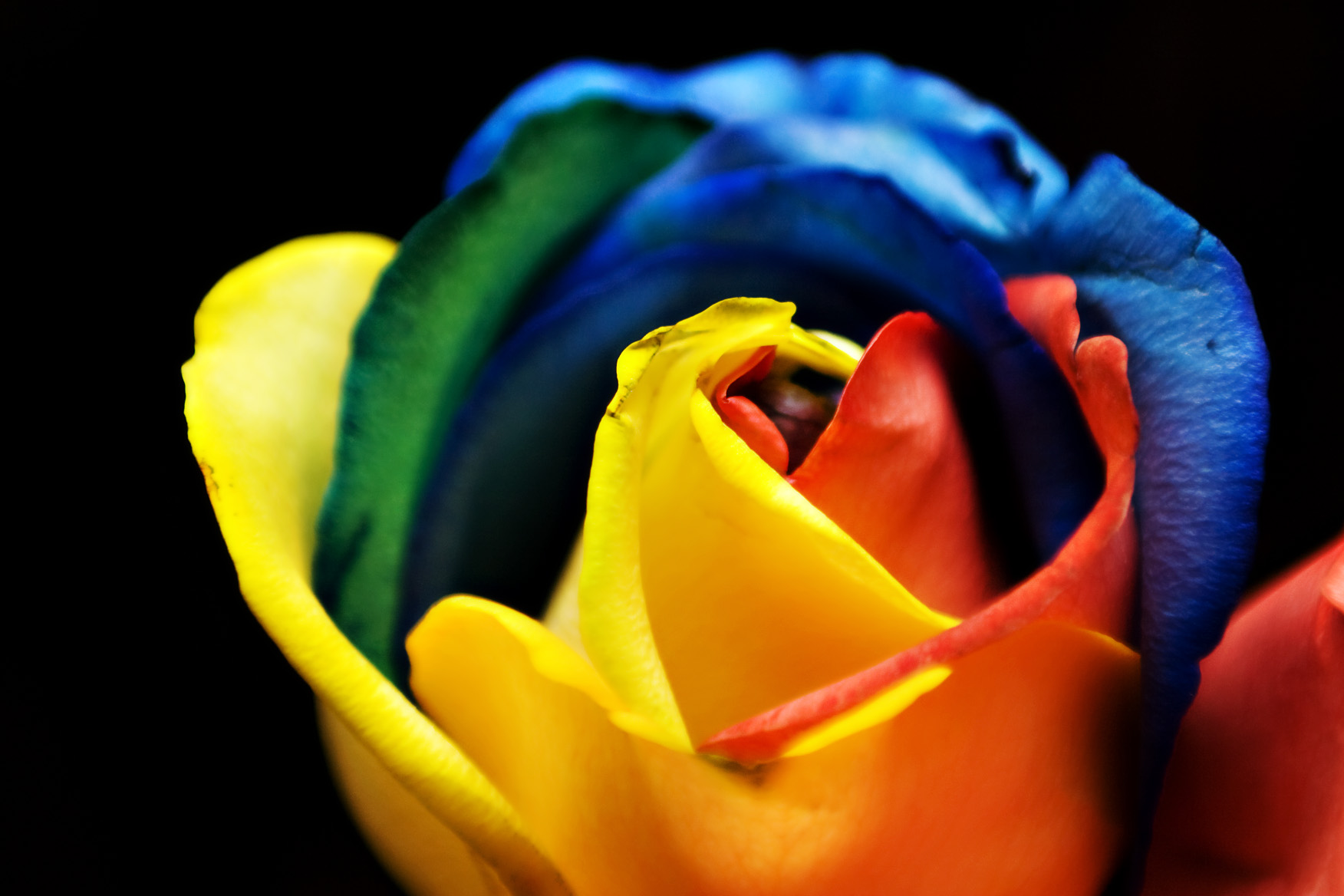

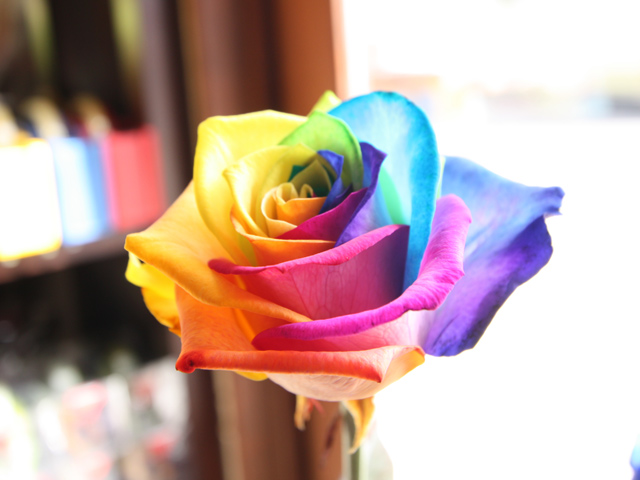

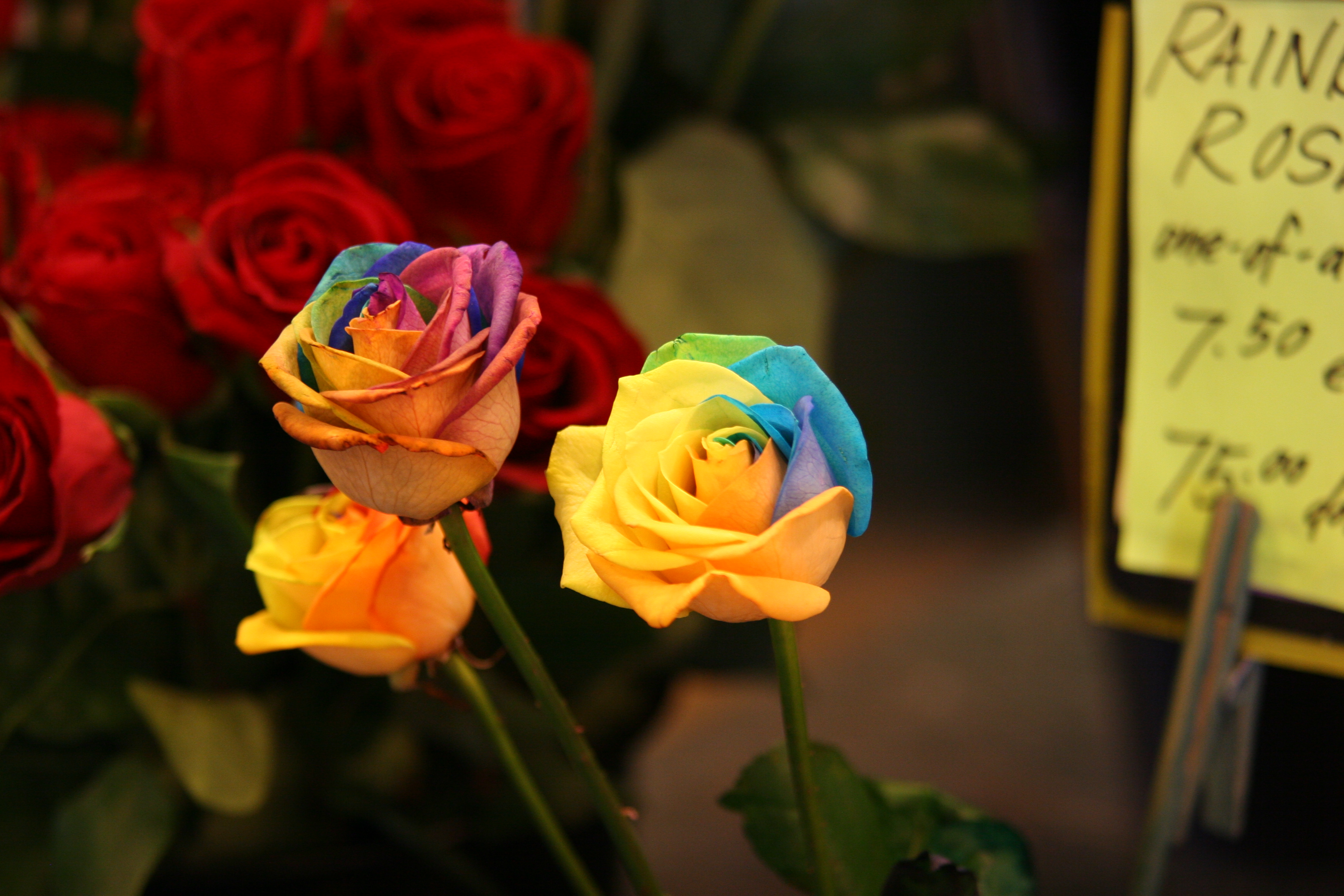

رز رنگین کمانی، رزی است که گلبرگهایش به‌طور مصنوعی رنگ شده‌است.
روش رنگ آمیزی آن از پروسه‌های طبیعی رز بوسیله آبی که ساقه ی رز آن را دریافت می‌کند، به کار گرفته شده‌است. با شکافتن ساقه گیاه و قرار دادن هر قسمت در آب با رنگهای متفاوت، رنگها به سوی گلبرگها کشانده می‌شوند که منجر به یک رز چند رنگی می‌شود.

## تاریخچه
رز رنگین کمانی با همکاری دو شرکت هلندی River Flowers و F.J. Zandbergen & Zn پرورش داده شده‌است. آنها با یکدیگر رزهای شادباش را به منظور تولید و فروش رزهای رنگین کمانی پرورش دادند.

## ترکیبات رنگی
رز رنگین کمانی با ترکیبات رنگی گوناگونی موجود است. پر طرفدارترین نوع آن با همه رنگهای رنگین کمان است. نوع گرمسیری آن با ترکیبی از سرخ/صورتی و زرد است، نوع اقیانوسی آن ترکیبی از رنگهای سبز و آبی می‌باشد. ترکیبات رنگی دیگری نیز امکان دارد ولی ساختن سیاه و سفید امکان‌پذیر نیست.